# Terminologia Embryologica
Terminologia Embryologica (TE) je standardiziran seznam besed, ki se uporabljajo pri opisu človeških embrioloških in plodovih struktur. Ustvaril jo je Federative International Committee on Anatomical Terminology v imenu International Federation of Associations of Anatomists in je objavljena na spletu od leta 2010. Generalna skupščina IFAA ga je odobrila na 17. mednarodnim kongresom anatomov v Cape Townu (avgust 2009).
Je podobna Terminologia Anatomica (TA), ki standardizira terminologijo anatomije odraslih ljudi in se ukvarja predvsem z anatomijo odraslih vidno s prostim očesom. Nasledila je Nomina Embryologica, ki je bila sestavni del Nomina Anatomica.

## Kode
- e1.0: Splošni izrazi
- e2.0: Ontogenija
- e3.0: Embriogeneza
- e4.0: Splošna histologija
- e5.0: Kosti; Skeletni sistem
- e5.1: Sklepi; Sklepni sistem
- e5.2: Mišice; Mišični sistem
- e5.3: Obraz
- e5.4: Prebavni sistem
- e5.5: Dihalni sistem
- e5.6: Sečni sistem
- e5.7: Genitalni sistemi
- e5.8: Celom in septumi
- e5.9: Mezenhimske mezenterične strukture
- e5.10: Endokrine žleze
- e5.11: Kardiovaskularni sistem
- e5.12: Limfatični sistem
- e5.13: Živčni sistem
- e5.14: Centralni živčni sistem
- e5.15: Periferni živčni sistem
- e5.16: Čutilni organi
- e5.17: Intergument
- e6.0: Izvenembrionalne in plodove membrane
- e7.0: Embriogeneza (-> 13 st)
- e7.0: Embriogeneza (14 st ->)
- e7.1: Fetogeneza
- e7.2: Značilnosti zrelega novorojenčka
- e8.0: Dismorfijski izrazi

## Poglej tudi
- Terminologia Anatomica
- Terminologia Histologica